# The OA
The OA é uma série de televisão americana de drama e suspense com elementos de ficção científica, sobrenatural e fantasia criada e produzida por Brit Marling e Zal Batmanglij, sendo sua terceira colaboração, estreou em 16 de dezembro de 2016 na Netflix . A série consiste em duas temporadas de oito episódios cada, dirigidas por Batmanglij, produzida pela Plan B Entertainment e Anonymous Conten.
Na série, Brit Marling interpreta uma jovem chamada Prairie Johnson, uma garota cega, que desaparece e retorna sete anos depois com a visão perfeita,  Prairie agora se chama "OA" ("Anjo Original").
The OA recebeu críticas geralmente favoráveis. A direção, o visual e a atuação da série foram muitas vezes elogiados.
Em 8 de fevereiro de 2017, a Netflix renovou a série para uma segunda temporada, intitulada de "Parte II", lançada em 22 de março de 2019.
Em 5 de agosto de 2019, a série foi cancelada pela Netflix após duas temporadas.

## Enredo

### Parte I
A série centra-se em Prairie Johnson (Brit Marling), uma jovem adotada e inicialmente cega, que ressurge depois de ter desaparecido por sete anos. Após seu retorno, Prairie se auto denomina como "OA", de "Original Angel" ("Anjo Original" em tradução livre), ela contém cicatrizes nas costas e a capacidade de enxergar. OA se recusa a dizer ao FBI e a seus pais adotivos onde ela esteve, o que houve com ela e como sua visão foi restaurada. Ao invés disso ela rapidamente monta um grupo de cinco moradores da cidade (quatro estudantes do ensino médio e uma professora) a quem ela revela toda informação omitida e explicando sua história de vida. Finalmente, ela pede ajuda para salvar as outras pessoas desaparecidas criando um portal para outra dimensão.

### Parte II
A segunda temporada segue OA após ela atravessar para outra dimensão, como Nina Azarova, e acaba em São Francisco para continuar a busca de seu antigo sequestrador Hap e dos outros prisioneiros. Contudo, o caminho de OA cruza com o detetive particular Karim Whashington, resultando na investigação do desaparecimento surreal de uma garota, que envolve uma casa com uma história sobrenatural e um jogo online de charadas. Enquanto isso, na dimensão original, uma série de eventos desastrosos impulsiona os cinco companheiros de OA a embarcar numa viagem pelos EUA para ajudar OA em sua jornada.

## Elenco

### Regular
| Ator              | Personagem                                 | Parte      | Parte        |
| Ator              | Personagem                                 | 1          | 2            |
| ----------------- | ------------------------------------------ | ---------- | ------------ |
| Brit Marling      | Prairie Johnson / Nina Azarova / OA / Brit | Principal  | Principal    |
| Emory Cohen       | Homer Roberts                              | Principal  | Principal    |
| Scott Wilson      | Abel Johnson                               | Principal  | Participação |
| Phyllis Smith     | Elizabeth "Betty" Broderick-Allen "BBA"    | Principal  | Principal    |
| Alice Krige       | Nancy Johnson                              | Principal  | Participação |
| Patrick Gibson    | Steve Winchell                             | Principal  | Principal    |
| Brendan Meyer     | Jesse                                      | Principal  | Principal    |
| Brandon Perea     | Alfonso "French" Sosa                      | Principal  | Principal    |
| Ian Alexander     | Buck Vu / Michelle Vu                      | Principal  | Principal    |
| Jason Isaacs      | Hunter Aloysius Percy "Hap" / Jason Isaacs | Principal  | Principal    |
| Will Brill        | Scott Brown                                | Recorrente | Principal    |
| Sharon Van Etten  | Rachel DeGrasso                            | Recorrente | Principal    |
| Paz Vega          | Renata Duarte                              | Recorrente | Principal    |
| Chlöe Levine      | Angie                                      | Recorrente | Principal    |
| Kingsley Ben-Adir | Karim Washington                           | —          | Principal    |

### Recorrente
- Zoey Todorovsky como Nina Azarova (criança)
- Riz Ahmed como Agente Elias Rahim
- Hiam Abbass como Khatun (Parte I)
- Marcus Choi como Sr. Vu (Parte I)
- Robert Eli como Diretor Gilchrist (Parte I)
- Nikolai Nikolaeff como Roman Azarov
- Sean Grandillo como Miles Brekov (Parte I)
- Zachary Gemino como Carlos Sosa (Parte I)
- Stephanie Delaney como Madison Jeffers (Parte I)
- Robert Morgan como Xerife Stan Markham (Parte I)
- Hélène Patarot como Sra. Vu (Parte II)
- Bria Vinaite como Darmi (Parte II)
- Zendaya como Fola (Parte II)
- Zoë Chao como Mo (Parte II)
- Irène Jacob como Elodie (Parte II)
- Eijiro Ozaki como Azrael / Velha Noite (voz) (Parte II)
- Vincent Kartheiser como Pierre Ruskin (Parte II)
- Lizz Carr como Marlow Rhodes (Parte II)

## Episódios

### Resumo
| Temporada | Temporada | Episódios | Episódios | Originalmente lançado  |
| --------- | --------- | --------- | --------- | ---------------------- |
|           | 1         | 8         | 8         | 16 de dezembro de 2016 |
|           | 2         | 8         | 8         | 22 de março de 2019    |

### Parte I (2016)
| N.º na série | N.º na temp. | Título                                                    | Dirigido por   | Escrito por                    | Lançamento             |
| ------------ | ------------ | --------------------------------------------------------- | -------------- | ------------------------------ | ---------------------- |
| 1            | 1            | "Chapter 1: Homecoming" "Capítulo 1: O retorno"           | Zal Batmanglij | Brit Marling & Zal Batmanglij  | 16 de dezembro de 2016 |
| 2            | 2            | "Chapter 2: New Colossus" "Capítulo 2: Novo Colosso"      | Zal Batmanglij | Melanie Marnich                | 16 de dezembro de 2016 |
| 3            | 3            | "Chapter 3: Champion" "Capítulo 3: Campeão"               | Zal Batmanglij | Brit Marling & Dominic Orlando | 16 de dezembro de 2016 |
| 4            | 4            | "Chapter 4: Away" "Capítulo 4: Fuga"                      | Zal Batmanglij | Ruby Rae Spiegel               | 16 de dezembro de 2016 |
| 5            | 5            | "Chapter 5: Paradise" "Capítulo 5: Paraíso"               | Zal Batmanglij | Brit Marling & Zal Batmanglij  | 16 de dezembro de 2016 |
| 6            | 6            | "Chapter 6: Forking Paths" "Capítulo 6: Bifurcações"      | Zal Batmanglij | Melanie Marnich                | 16 de dezembro de 2016 |
| 7            | 7            | "Chapter 7: Empire of Light" "Capítulo 7: Império da Luz" | Zal Batmanglij | Brit Marling & Zal Batmanglij  | 16 de dezembro de 2016 |
| 8            | 8            | "Chapter 8: Invisible Self" "Capítulo 8: O eu invisível"  | Zal Batmanglij | Brit Marling & Zal Batmanglij  | 16 de dezembro de 2016 |

### Parte II (2019)
| N.º na série | N.º na temp. | Título                                                                       | Dirigido por     | Escrito por                             | Lançamento          |
| ------------ | ------------ | ---------------------------------------------------------------------------- | ---------------- | --------------------------------------- | ------------------- |
| 9            | 1            | "Chapter 1: Angel of Death" "Capítulo 1: Anjo da Morte"                      | Zal Batmanglij   | Brit Marling & Zal Batmanglij           | 22 de março de 2019 |
| 10           | 2            | "Chapter 2: Treasure Island" "Capítulo 2: Ilha do tesouro"                   | Zal Batmanglij   | Damien Ober & Nicki Paluga              | 22 de março de 2019 |
| 11           | 3            | "Chapter 3: Magic Mirror" "Capítulo 3: Espelho mágico"                       | Andrew Haigh     | Nicki Paluga & Dominic Orlando          | 22 de março de 2019 |
| 12           | 4            | "Chapter 4: SYZYGY" "Capítulo 4: SYZYGY"                                     | Zal Batmanglij   | Brit Marling & Zal Batmanglij           | 22 de março de 2019 |
| 13           | 5            | "Chapter 5: The Medium & the Engineer" "Capítulo 5: A médium e o engenheiro" | Zal Batmanglij   | Brit Marling & Damien Ober & Henry Bean | 22 de março de 2019 |
| 14           | 6            | "Chapter 6: Mirror Mirror" "Espelho, espelho meu"                            | Andrew Haigh     | Dominic Orlando & Claire Kiechel        | 22 de março de 2019 |
| 15           | 7            | "Chapter 7: Nina Azarova" "Capítulo 7: Nina Azarova"                         | Anna Rose Holmer | Brit Marling & Henry Bean               | 22 de março de 2019 |
| 16           | 8            | "Chapter 8: Overview" "Capítulo 8: Visão geral"                              | Zal Batmanglij   | Brit Marling & Zal Batmanglij           | 22 de março de 2019 |

## Recepção
The OA recebeu críticas tanto favoráveis quanto ruins, do público e da crítica em geral. O site Rotten Tomatoes registrou para a série uma aprovação dos críticos de 71% baseando-se em 28 resenhas, com uma nota média de 7,4/10 e uma aprovação do público de 75%. No IMDb, The OA atualmente detém uma nota 8,1 de 10.